# Thomas Wright (Politiker)
Thomas „G. V.“ Wright (* 3. August 1947 in Dublin) ist ein irischer Politiker der Fianna Fáil.

## Biografie
Thomas Wright wurde am Chanel College in Coolock ausgebildet und wurde danach Lebensmittelhändler. In seiner Jugend war er im Gaelic Football aktiv. Wright erarbeitete sich einen Ruf als internationaler Basketballspieler und später als -trainer.
Premierminister (Taoiseach) Charles Haughey berief ihn im Mai 1982 in den Seanad Éireann. Bereits im Februar 1983 gab er das Amt wieder ab. 1985 wurde er in den Dublin County Council gewählt. Bis 2004 behielt er seinen Sitz im Council. Wright gelang es, bei den Wahlen zum Dáil Éireann 1987 einen Sitz im Dáil Éireann im Wahlkreis Dublin North zu erringen, den er jedoch bei den Wahlen 1989 abgeben musste. Er wurde vom Taoiseach Haughey erneut für den Seanad ernannt. Von 1991 bis 1994 war er Sprecher des Seanads. Keinen Erfolg hatte er bei den Wahlen zum Dáil Éireann 1992. Er verfehlte 1993 auch die Wahlen zum Seanad Éireann über die Verwaltungsliste und musste von Taoiseach Albert Reynolds für den Seanad ernannt werden. 1997 gelang ihm dann endlich der Einzug in den Dáil Éireann. Bei der Wahl 2002 konnte er den Sitz verteidigen. 2007 trat er nicht mehr an.
2003 verursachte Wright alkoholisiert einen Verkehrsunfall mit Personenschaden.
Im Rahmen des Mahon Tribunal wurde 2012 festgestellt, dass Wright illegal 5000 Irische Pfund im November 1992 von Christopher Jones erhalten hatte, um die Bauleitplanung in Ballycullen und Beechill zu begünstigen. Mit seinem im Austritt am 27. März 2012 kam er dem Parteiausschluss zuvor.